# Beschermengel

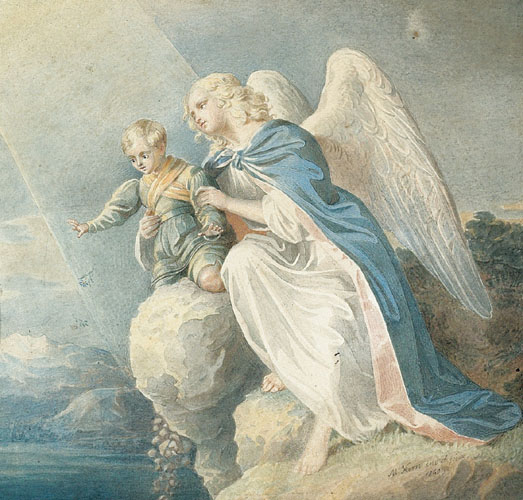
Beschermengel door Matthäus Kern (c. 1840)

Een beschermengel, engelbewaarder, schutsengel, wachtengel of bewaarengel is een engel die het beschermen en begeleiden van een bepaalde persoon, van groepen of naties als taak heeft.

## Oude Griekenland
De overtuiging dat goden geesten (daimon) zenden om op elk individu te letten, was een algemeen geloof in het oude Griekenland en ook Plato vermeldde het in zijn dialoog Phaedo.

## Hebreeuwse Bijbel en apocriefen
In Genesis 18 en 19 wordt beschreven hoe twee engelen de wraak van God voltrokken aan Sodom en Gomorra, maar tegelijk Lot beschermden. In Exodus 23:20 zei God dat hij een engel zal zenden om de Israëlieten te beschermen op de weg en hen te brengen naar de voor hen bestemde plaats. Ook in Exodus 32:34 zei God tegen Mozes: "Mijn engel zal voor je uit gaan." Uit een latere periode stammen de uitspraken in Psalm 91:11: "Hij vertrouwt je toe aan zijn engelen, die over je waken waar je ook gaat" en 34:8 "De engel van de HEER waakt over wie hem vrezen" (vergelijk 35:5 over de engel die vijanden zal opjagen). De idee dat engelen pleiten en bemiddelen voor mensen komt voor in Job 33:23. 1 Henoch 100:5 zegt dat de goeden beschermengelen hebben.
De idee in het judaïsme dat God ieder volk een beschermengel zou hebben toegewezen, stamt uit de weergave van Deuteronomium 32:8 in de Septuagint, waar die kan worden gelezen als zou God de gebieden van de volkeren vastgelegd hebben op basis van het aantal engelen. Dit concept is aanwezig in Daniël 10:13, dat is gebaseerd op de idee dat de aartsengel Michaël de beschermengel was van de Israëlieten, zoals Samaël de beschermengel was van Esau (persoon) en Edom (volk).

## Christendom
In het Evangelie volgens Matteüs 18:10 zegt Jezus dat "geringen" door engelbewaarders worden beschermd, terwijl de beschermengel concreet wordt genoemd in Handelingen 12:15 (waarbij overigens niet duidelijk is of met instemming wordt verwezen naar het geloof in het bestaan van beschermengelen).
De heilige Ambrosius geloofde dat de heiligen hun beschermengel verliezen zodat zij een grotere strijd zouden kunnen leveren en kunnen volharden. De heiligen Hiëronymus en Basilius beweerden dat zonden de beschermengelen zouden wegjagen. Het concept van beschermengelen en hun hiërarchie werd door Pseudo-Dionysius uitgebreid ontwikkeld in de 5e eeuw n. Chr. en had grote invloed op de kunst en de volksdevotie.
Het geloof in het bestaan van beschermengelen maakt expliciet deel uit van het katholieke depositum fidei en wordt onderzocht in de angelologie. Ter ere van de beschermengelen wordt het feest van de Heilige engelbewaarders gevierd. De gedachtenisviering is jaarlijks op 2 oktober.
Het gebed tot de beschermengel is het Angele Dei (Engel van God).

## Islam
Volgens de Koran heeft elk mens een "gevolg" dat wordt gezien als twee (of twee maal twee) beschermende geesten. In Soera 13, vers 11 wordt gezegd dat deze voor en achter hem staan. Zij worden "معقبات" (mu'aqqibāt) genoemd. 

## Afbeeldingen

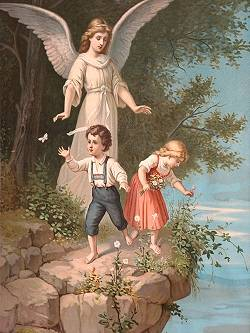
Beschermengel door Fridolin Leiber
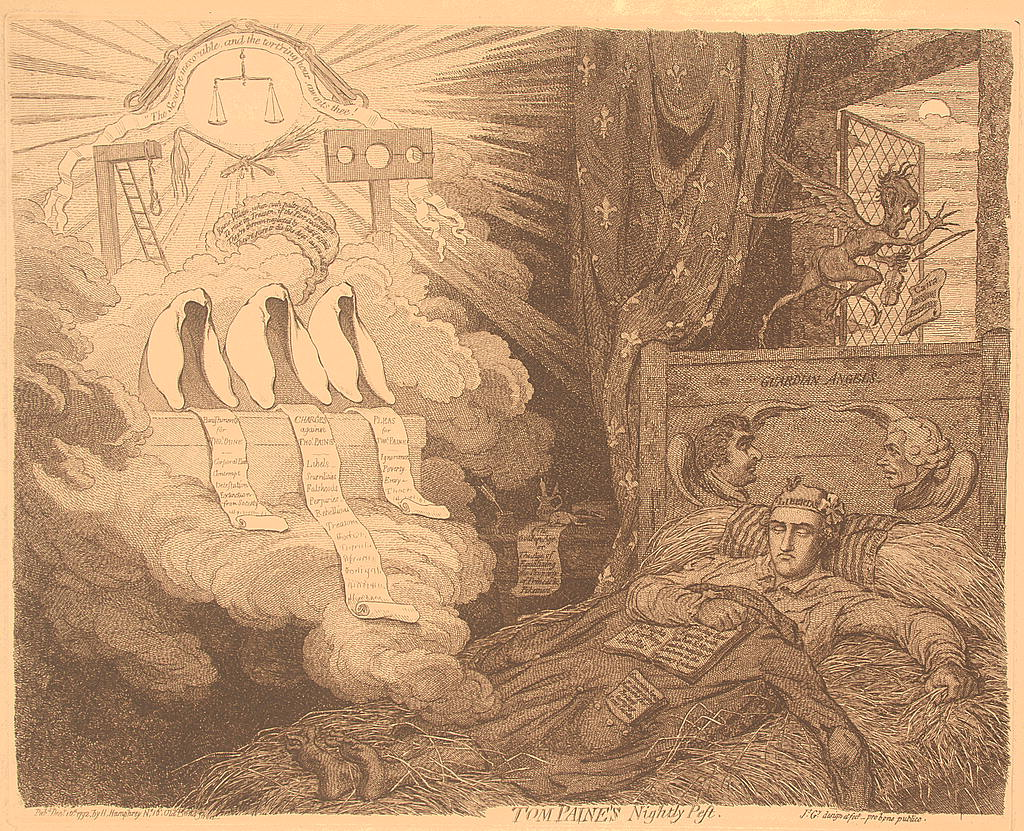
Afbeelding uit 1792; twee beschermengeltjes achter het hoofd van de man tijdens een nachtmerrie
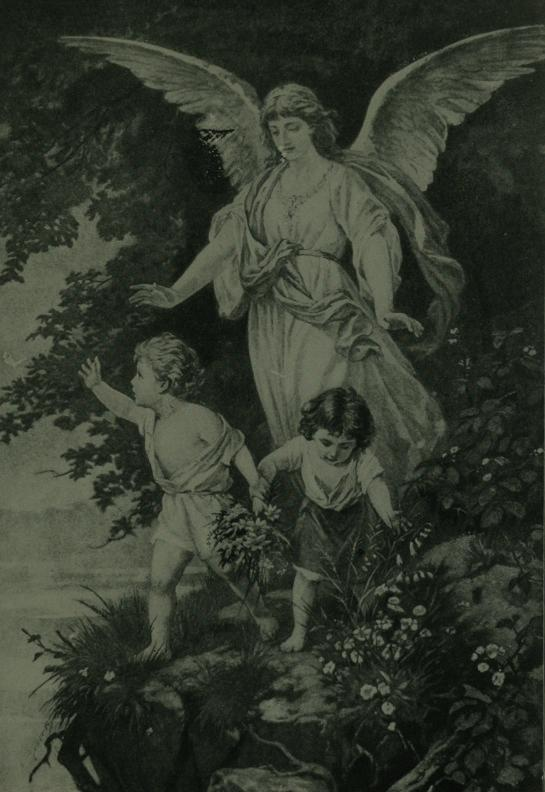
Afbeelding uit 1904
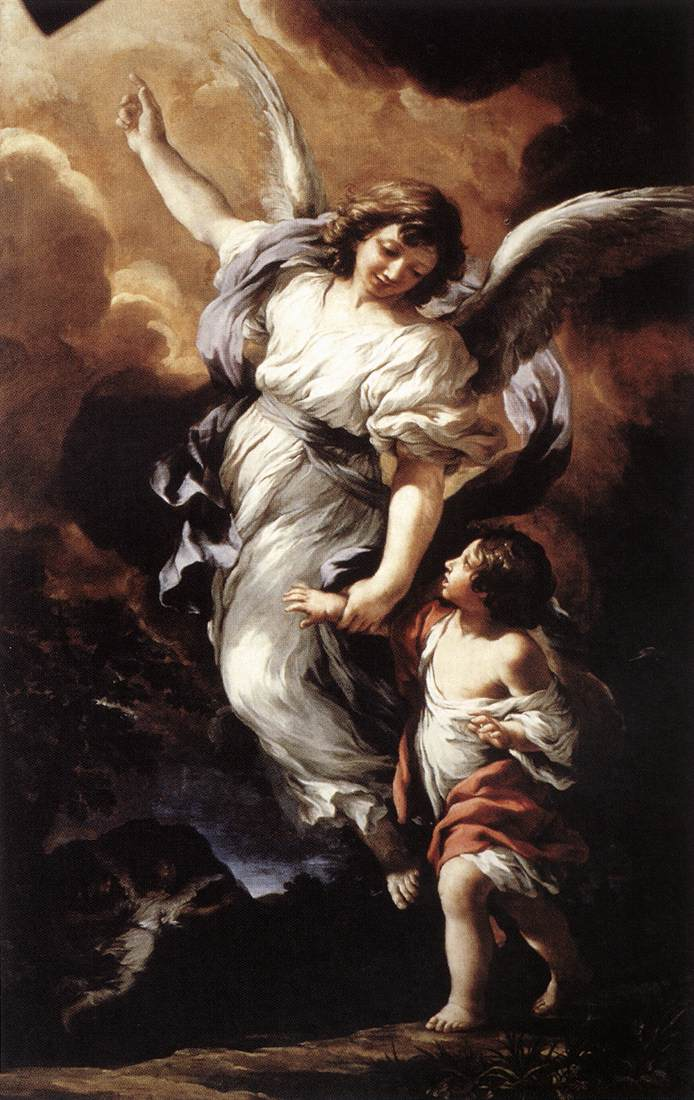
Afbeelding uit 1656
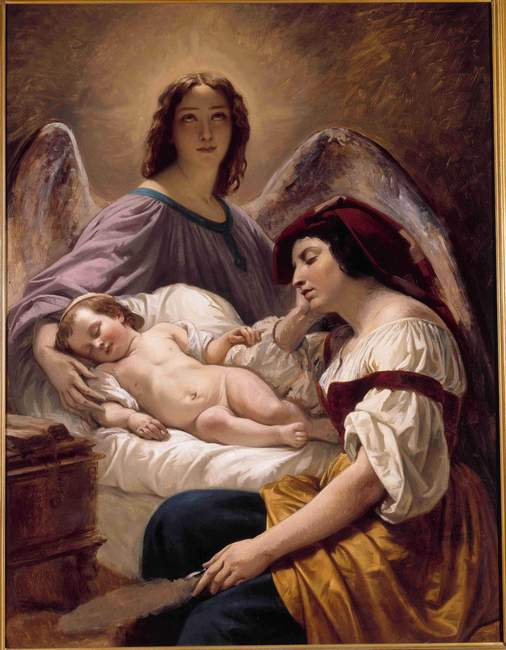
Afbeelding uit ca. 1836
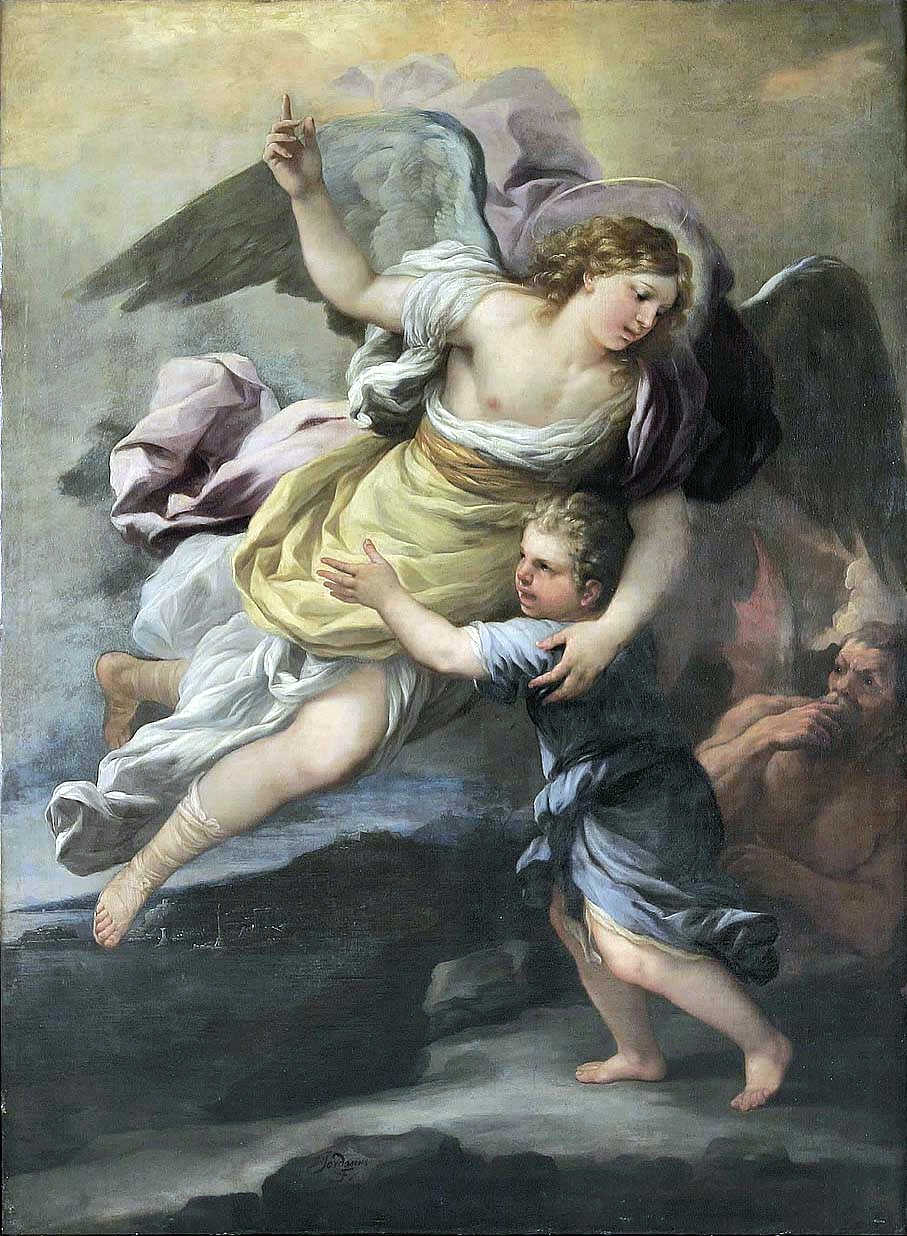
Afbeelding uit de achttiende eeuw
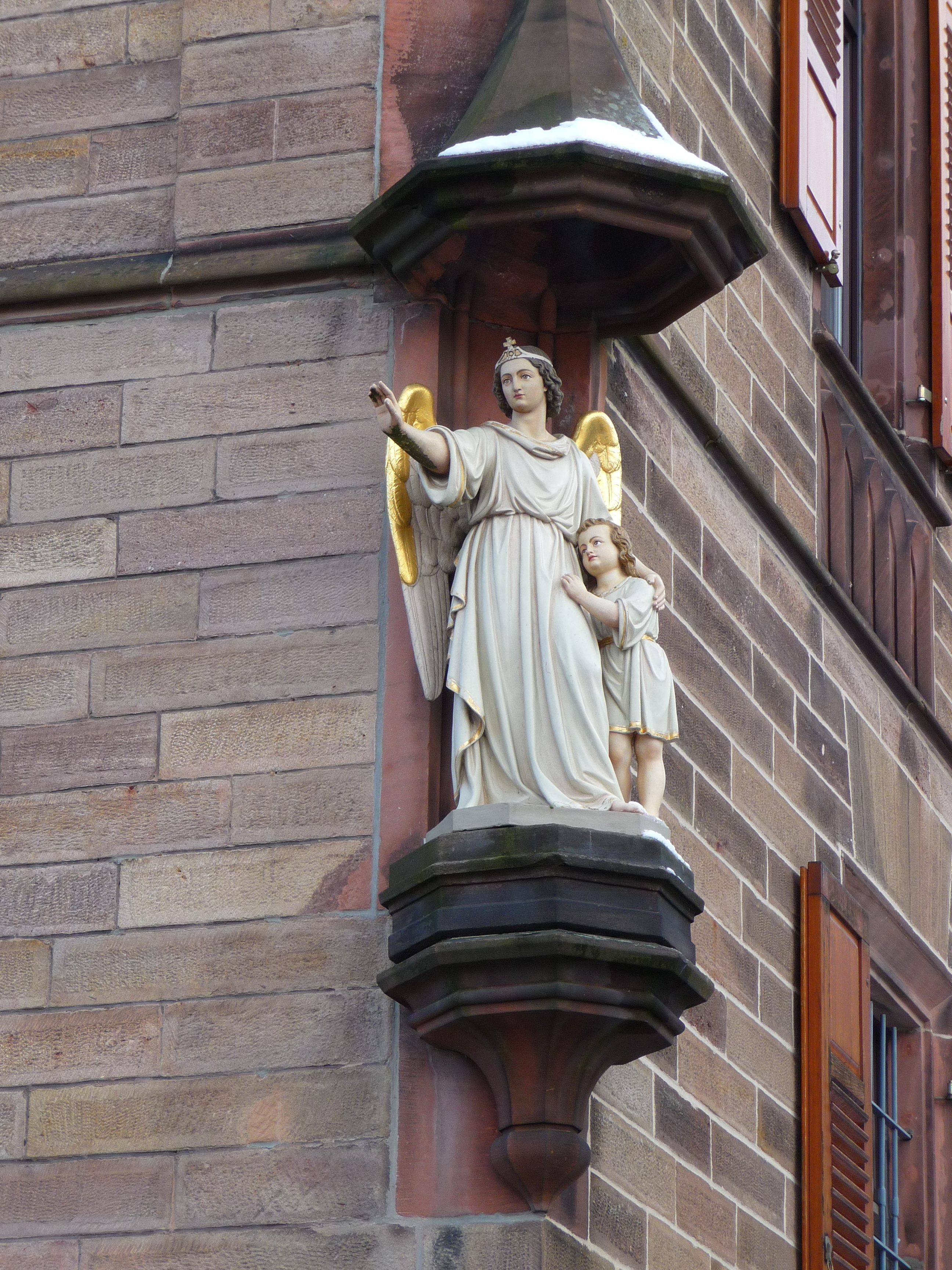
Beschermengel in Kusel
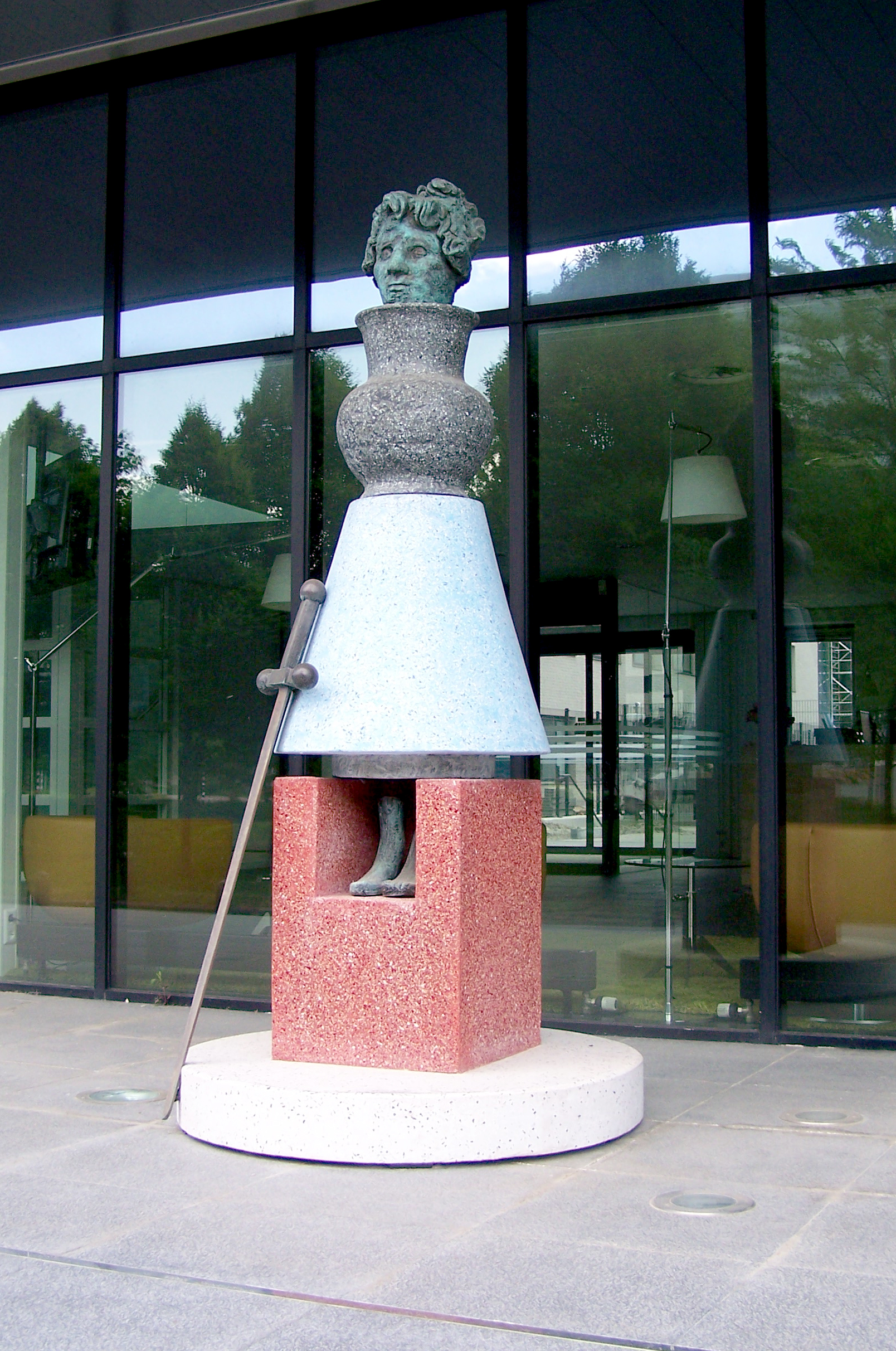
Moderne beschermengel voor het gebouw van de Nederlandse Zorgautoriteit in Utrecht